# Куан Чі
Куа́н Чі (англ. Quan Chi) — вигаданий персонаж серії ігор Mortal Kombat.

## Опис
Куан Чі це некромант з Пекла, який давним давно знашов падшого старшого бога на і'мя Шіннок, який пообіцяв, що зробить Куан Чі повелителем Пекла, якщо той допоможе йому захопити Землю та вбити її захисника бога грому Райдена. Куан Чі погодився на пропозицію і напав на Землю разом з Шінноком та  армією демонів, але був переможений Лю Кангом та іншими воїнами Землі і відправлений назад у Пекло.
В грі Мортал Комбат 1 він є дуже веселим,але слабким персонажем,Ед Бун,бафни Куяму в імʼя святого мацака,скайдропу та помаранчевого порталу(p.s. ПОВЕРНІТЬ ТРАНС)

## Сюжетна лінія

### Оригінальна хронологія
Про минуле Куан Чі нічого не відомо. Вважається, що раніше він був демоном Оні, який за допомогою магії зміг стати людиноподібним демоном. За час своїх мандрів різними світами Куан Чі здобув величезні знання і силу. Також він дізнався про занепалого старшого бога Шінноке, якого було заточено в Пекло за його спробу захопити Земне Царство й отримати силу, що дала б йому змогу стати наймогутнішою істотою у всесвіті. Куан Чи вирушив у Пекло і запропонував Шинноку угоду: він допоможе визволити його з полону Люцифера, а Шіннок за це зробить Куан Чи своїм головним чаклуном і дозволить йому правити на своєму боці, коли Шиннок остаточно покине Пекло. Шиннок погодився на ці умови і удвох вони повели жорстоку війну проти Люцифера і його помічників, яка тривала кілька століть. Занепалому богу вдалося перемогти в цій війні. Він безжально знищив колишнього господаря Пекла і став новим правителем мертвого світу, а Куан Чі, як і було обіцяно, отримав статус головного чаклуна при новому правителі. Тепер Шинноку потрібен був його амулет, щоб він міг втекти з Пекла і помститися Старшим Богам і Райдену за свою поразку.
Минули століття, і Куан Чі вичерпав усі свої методи, у спробах звільнити Шиннока з Пекла. На їхнє щастя, чаклун-вискочка Шан Цзун звернувся до них по допомогу. Шан Цзун створив план, який допоміг би Шао Кану бути впевненим у тому, що Земне Царство належатиме йому. Але для виконання цього плану була необхідна допомога Шиннока. Від Шиннока потрібно було взяти душу Сіндел, проклясти її злом і відродити її на Землі. Шан Цзун отримав цю інформацію, коли поглинув душу Великого Кун Лао понад 400 років тому. Чаклуни уклали угоду, і Куан Чі дізнався про місцезнаходження храму, але Шан Цзун не згадав про одну важливу деталь: храм охороняли боги-елементалі, і одне їхнє існування не давало змоги Куан Чі самому проникнути до цього Храму і забрати амулет. Тоді Куан Чі вирішив знайти кого-небудь, хто міг би викрасти карту із зазначеним місцем розташування Храму Елементів. Для цієї мети Куан Чи найняв двох воїнів - Саб-Зіро з китайського клану Лінь Куей і Скорпіона з японського клану Шірай Рю, який змагався з Лінь Куей, японського клану Ширай Рю. Дістати карту з шаоліньського храму вдалося Саб-Зіро, який також убив там Скорпіона. Згідно з угодою з лідером клану, Куан Чи знищив клан Шірай Рю, зокрема сім'ю Скорпіона. Після цих подій Куан Чі найняв Саб-Зіро ще раз, щоб той дістав амулет Шиннока з Храму Елементів. Саб-Зіро вдалося перемогти всіх чотирьох богів елементів. Щойно останній з них упав, Куан Чі зміг особисто проникнути в Храм і забрати амулет, прямо з-під носа у Саб-Зіро.
Опинившись у Пеклі, Куан Чі забрав справжній амулет собі, а Шінноку віддав фальшивку. Трохи пізніше, дотримуючись вказівок Райдена, за амулетом з'явився Саб-Зіро. Він зміг дістатися до самого некроманта, перемігши на шляху всіх його помічників і поборовшись ще раз зі Скорпіоном. Куан Чі зробив Саб-Зіро пропозицію - вступити в Братство Тіні, але Саб-Зіро відмовився. Він зміг перемогти Куан Чі в поєдинку за допомогою Саріни і забрати амулет у Шиннока, який потім віддав Райдену. Наступні кілька років Куан Чі допомагав Шинноку готуватися до вторгнення на Небеса і війни зі Старшими Богами. Після поразки Шао Кана і провалу його спроби захоплення Земного Царства, Куан Чі та Шиннок вирішили діяти. За допомогою зрадниці з Еденії, Тані, їм вдалося проникнути в це царство зі своїми військами, звідки вони атакували Небеса. Куан Чі також вирішив, що буде не зайвим заручитися підтримкою, щоб знищити Саб-Зіро, (молодшого брата того Саб-Зіро, який допомагав добути йому амулет). Для цього Куан Чі найняв Скорпіона, мабуть, переконавши його в тому, що новий Саб-Зіро був причетний до загибелі його сім'ї і клану, також пообіцявши зробити його людиною. Скорпіону вдалося вистежити Саб-Зіро і вони вступили в бій. Скорпіон переміг, але Саб-Зіро сказав йому, що він не має жодного стосунку до загибелі його сім'ї та клану. Тоді ж у залі з'явився Куан Чі, який оголосив, що саме він убив клан і сім'ю Скорпіона. Після цього він спробував відправити ніндзя-примару в Пекло, але Скорпіону вдалося схопити некроманта і потягти його за собою. Втративши підтримку амулета, Шиннок був переможений Райденом і Лю Каном.
Сам Куан Чі опинився в ролі жертви - він кілька років бігав від Скорпіона по Пеклу. Коли Скорпіон його наздоганяв, Куан Чі піддавався тортурам і катуванням. Його сили в Пеклі танули, навіть попри наявність у нього амулета Шиннока, а сили Скорпіона зростали. Йому вдалося втекти, познайомившись із двома демонами-Они. Вони допомогли некроманту відбитися від Скорпіона. Куан Чі домовився з ними про те, що якщо вони допоможуть зупинити Скорпіона, то він забере їх із Пекла. Демони погодилися і Драмін відвів Куан Чі до стародавньої будови, яка, за легендою, була порталом в інші світи. У руїнах Куан Чі знайшов таблиці, на яких було описано призначення амулета і те, як його контролювати. Коли на Куан Чі знову напав Скорпіон, демони вступили з ним у бій, а Куан Чі скориставшись метушнею, втік до Зовнішнього Світу, через портал. Портал викинув Куан Чі в покинуту гробницю Короля Драконів, де він знайшов його армію муміфікованих солдатів. Сила Куан Чі повернулася до нього, і він використав її, щоб перекласти напис на саркофазі. Прочитавши його, Куан Чі зрозумів, що ця армія невразлива і її можна оживити. Куан Чі зрозумів, хто саме може бути корисний йому для того, щоб це зробити. Він попрямував до місця, де, за чутками, жив чаклун Шан Цзун.
Біля будинку Шан Цзуна Куан Чі знову був атакований Скорпіоном, який зміг вибратися з Пекла через той самий портал, що й Куан Чі. Куан Чі, який повернув собі більшу частину сил, зміг перемогти примару, але виявилося, що той лише підробляв свою поразку і знову атакував Куан Чі гарпуном. Некроманту вдалося скинути Скорпіона в кислоту, яка оточувала двір будинку Шан Цзуна. Битва чаклуна і ніндзя привернула увагу Шан Цзуна, який всю дорогу спостерігав за поєдинком, але не втручався. Вийшовши з дому, Шан Цзун привітав Куан Чі з перемогою. Некромант запропонував створити Смертельний Альянс, але Цзун не повірив у те, що Куан Чі переміг Скорпіона, бо був сильнішим; він вважав, що Куан Чі просто пощастило. Куан Чі довелося довести Цзуну, що він дійсно сильний воїн і що він гідний союзник. Шан Цзун був вражений бойовими здібностями Куан Чі і погодився вислухати пропозицію Куан Чі. Некромант розповів про те, що він зміг би дати Шан Цзуну нескінченний запас душ в обмін на його допомогу в оживленні армії Короля Драконів. Їхні об'єднані зусилля зробили б сильнішими обох чаклунів - Шан Цзун отримав би безсмертя, а Куан Чі - військову міць. Шан Цзун погодився на пропозицію некроманта і чаклуни скріпили свій договір рукостисканням. Так з'явився Смертельний Альянс.
Але для виконання своїх планів, чаклунам було необхідно знищити двох істот, які могли перешкодити їм. Першим був імператор Зовнішнього Світу, Шао Кан. Під приводом допомоги Шао Кану, чаклуни отримали доступ до тронного залу імператора і несподівано атакували. У неймовірній битві грубої сили і магії Шао Кан був переможений. Кано, який став свідком битви, запропонував чаклунам свої послуги. Після вбивства Шао Кана, Куан Чи і Шан Цзун вирушили в Земне Царство через таємний портал, відомий лише чаклунам і божествам. Хоча Куан Чі міг відкрити місцезнаходження порталу, для того, щоб скористатися ним, необхідно було перемогти образ свого найлютішого ворога. Для Куан Чі найлютішим ворогом був він сам. Перемігши ілюзію, Куан Чі разом із Шан Цзуном опинилися на Землі, щоб вбити другу людину, яка могла заважати у здійсненні їхніх планів - Лю Кана. Шан Цзуну вдалося підібратися до Лю Кана впритул, прийнявши вигляд Кун Лао. Використовуючи ефект несподіванки, Шан Цзун атакував чемпіона смертельної битви, але Лю Кан зміг легко відбитися від Цзуна. На жаль для земного воїна, чаклуну на допомогу прийшов Куан Чі. Він вразив Лю Кана вогненною кулею в спину, давши Шан Цзуну змогу захопити Лю Кана і згорнути йому шию. Забравши душу Лю Кана, Шан Цзун і Куан Чі повернулися у Зовнішній Світ. Там вони доручили Кано, щоб він захопив невелике село і наказав його жителям побудувати палац навколо стародавнього порталу на Небеса. Одна з жителів села, Лі Мей, атакувала Кано. Куан Чи і Шан Цзун запропонували їй взяти участь у турнірі, пообіцявши її народу свободу в разі перемоги. Також чаклуни вийшли на контакт із Мавадо, запропонувавши йому битися з Кано, якщо воїн Червоного Дракона зможе знищити старого ворога Шан Цзуна - Кенсі, який шпигував за ним. Мавадо смертельно поранив Кенсі і заслужив право битися з Кано. Мавадо не став вбивати його, а захопив у полон і відправив його в штаб-квартиру Червоного Дракона. Лі Мей здобула перемогу в турнірі, але чаклуни ніколи не збиралися давати їй та її народу свободу. Вони хотіли пересадити душу Лі Мей у солдата армії Короля Драконів, але їхній ритуал перервав Бо'Рай Чо, який зміг забрати Лі Мей з палацу. Через деякий час група воїнів, що складалася з Джонні Кейджа, Кун Лао, Соні Блейд, Джекса і Кітани атакувала палац Смертельного Альянсу. Але всі вони були вбиті таркатанами і чаклунами. Куан Чі особисто воював із Кітаною в поєдинку один на один і вбив її. Єдиним непереможеним воїном залишився Райден.
Він намагався битися з чаклунами поодинці, але його сил не вистачило, і він зазнав поразки. Але тріумф Смертельного Альянсу не був довгим. Знищивши всіх своїх ворогів, чаклуни атакували один одного в битві за амулет Шиннока. Куан Чі вийшов переможцем із цієї сутички, але він не зміг довго насолоджуватися своєю перемогою. Воскреслий Король Драконів - Онага увійшов до тронного залу, щоб забрати амулет Шиннока собі. Куан Чі та Шан Цзун і Райден, що прокинулися, разом атакували Онагу, але безрезультатно. Усі їхні магічні атаки лише сповільнили дракона, але не заподіяли йому жодної шкоди. Зрештою, Райден зрозумів, що простими методами зупинити Онагу не вдасться, тому він звільнив свою божественну сутність, підірвавши палац Шан Цзун і знищивши всю армію Короля Драконів. Куан Чі, судячи з усього, встиг переміститися за кілька секунд до вибуху, а Онага не зазнав жодних ушкоджень і зміг забрати те, навіщо прийшов.
Через два роки після цих подій Куан Чі знову дав про себе знати. Некромант знову об'єднався з Шинноком і став допомагати занепалому старшому богу просувати в життя його план, який повинен був знищити всіх його ворогів. Куан Чі став посланцем Шиннока, маніпулюючи подіями на користь занепалого бога. У Конквесті, він дізнається про місцезнаходження піраміди Аргуса від одного з воїнів Червоного дракона, які працюють на Дейгона і Шиннока, та нацьковує своїх охоронниць, Кію, Джатааку і Саріну на Тейвена. Пізніше його можна бачити в тронному залі Шао Кана, де він пропонує Шан Цзуну, Шао Кану і Оназі створити альянс між наймогутнішими воїнами Темряви, щоб не дати силам Світла перемогти Блейза і знищити сили Темряви у всесвіті, хоча насправді Куан Чі діє згідно з інструкціями Шиннока. План Шиннока зазнає невдачі і Блейза перемагає Шао Кан, який потім вбиває всіх своїх супротивників, включно з Куан Чі.

### Нова хронологія
Пекло породило безліч мерзенних і підступних істот, але ніхто не може змагатися в підступності з архі-чаклуном Куан Чі. Замість заклику демонів Пекла Куан Чи воліє воскрешати мертвих воїнів для своїх зловісних планів. Головним серед них є замучений ніндзя з клану Ширай Рю - Скорпіон, який є особистим убивцею Куан Чі. Куан Чі створює армію таких привидів для мети, яку поки що не розкрили. Інша загадка - це залученість некроманта в турнір Смертельної Битви. У Пекла немає зацікавленості в будь-якому результаті, і це змушує спостерігачів задуматися про його присутність...
Коли Хандзо Хасаші потрапив у Пекло, пекельний вогонь не заподіював йому шкоди, що зацікавило Куан Чі. Він запропонував Хандзо шанс помститися і Хандзо погодився. Некромант зміг посилити ненависть і лють усередині Гандзо обіцянками відплати і правосуддя і Гандзо перетворився на примару-месника Скорпіона.
Уперше, в сюжетному режимі Куан Чі з'являється поруч із троном Шан Цзуна як один із його союзників. Також по ходу турніру, Куан Чі керує Скорпіоном, який є учасником змагання. Мета Скорпіона на турнірі - вбити Саб-Зіро старшого. Він вимагає дати йому битися з воїном Лін Куей, але Куан Чі наказує йому взяти себе в руки і змушує його битися з іншими воїнами. Але, врешті-решт, він дозволяє Скорпіону битися з Саб-Зіро в Пеклі. Завдяки словам Райдена Скорпіон не мав наміру вбивати Саб-Зіро, але Куан Чі врахував цей момент і за допомогою бачення, яке показало загибель його сім'ї і клану, йому вдалося розлютити Скорпіона і спровокувати його на вбивство, що пізніше змусило Скорпіона засоромитися. Пізніше Куан Чі воскресить убитого Саб-Зіро як особистого помічника - Нуб Сайбота.
Під час турніру в Зовнішньому Світі, Куан Чі також відіграє помітну роль. Після перемоги Саб-Зіро молодшого над Рептилією, він вимагає битися з убивцею свого брата - Скорпіоном. Куан Чі закликає примару і дає молодому воїну шанс помститися за загибель свого брата. Хоча Саб-Зіро перемагає, тут же його оточують кіборги Лін Куей і він не отримує шансу добити Скорпіона. Пізніше, Куан Чі об'єднується з Шан Цзуном, щоб зупинити Кун Лао, якого Райден вибрав для того, щоб битися з Шао Каном. Смертельний Альянс програє поєдинок. Хоча пізніше Кун Лао виявляється вбитим Шао Каном, сам імператор не йде з турніру переможцем. Лю Кан, розлючений загибеллю свого друга, знаходить у собі сили, щоб битися з Каном і вбити його. Здавалося, що імператору Зовнішнього Світу настав кінець.
Але Куан Чі скористався своїми вміннями, щоб залікувати рани Шао Кана і повернути імператора Зовнішнього Світу на його трон. Також він пропонує новий план із захоплення Земного Царства, який дасть змогу Кану обійти правила будь-яких турнірів. Шао Кан погоджується на цей план і Куан Чі вирушає в Земне Царство, де він знаходить місце поховання королеви Сіндел. Вона наклала на себе руки, щоб дати Землі захисний бар'єр, через який Шао Кан не міг почати повномасштабне вторгнення. Куан Чі воскресив її і затемнив їй розум, перетворивши її на вірну союзниці Шао Кана. Після її воскресіння бар'єр зник і Шао Кан зміг почати наступ на Земне Царство.
Під час вторгнення в Земне Царство, Куан Чі присутній у тронному залі Шао Кана, коли туди приходить Міліна з тілом убитого Мотаро. Шао Кан вирішує віддати душу Шан Цзуна Сіндел, щоб зробити її сильнішою і позбутися земних воїнів. У цей же момент з'являється Кабал, який намагається атакувати Шао Кана. Міліна і Нуб Сайбот намагаються зупинити його, але безуспішно. Кабал вирішує втекти через портал, що веде на Землю, і Шао Кан наказує Куан Чі закрити портал, але некромант не встигає цього зробити і Кабал тікає.
Також під час вторгнення Куан Чі намагається створити величезний вихор із душ, який забрав би душі всіх людей на Землі та передав би їх Шао Кану. Нічний Вовк зупиняє некроманта і відправляє Нуб Сайбота в цей вихор.
Після провалу переговорів про допомогу зі Старшими Богами і загибелі більшості земних воїнів від рук Сіндел, Райден вирішує попросити допомоги в Куан Чі. У Пеклі йому доводиться битися спочатку зі Скорпіоном, а потім з'являється сам некромант. Райден пропонує йому свою душу і душі своїх воїнів в обмін на допомогу в боротьбі з Шао Каном, але Куан Чі заявляє, що Шао Кан уже дав йому право отримати душі всіх загиблих під час війни бійців. Куан Чі закликає своїх нових слуг: Кун Лао, Нічного Вовка, Сіндел, Кітану, Джейд, Кібер Саб-Зіро, Смоука, Джакса, Страйкера і Кабала. Він наказує їм знищити Райдена, але бог грому перемагає своїх колишніх союзників. Куан Чі каже, що залишилися лічені години до того, як Шао Кан об'єднає Землю і Зовнішній Світ. Тим самим він дає Райдену підказку, як знищити Шао Кана раз і назавжди і зупинити вторгнення.
Після того, як Райден за допомогою Старших Богів перемагають Шао Кана, Куан Чі з'являється в Земному Царстві й розглядає залишки шолома-черепа Кана. Поруч із ним з'являється Шиннок, з яким Куан Чі обговорює останні події. Виявляється, що весь цей час Куан Чі виконував план Шиннока, який повністю спрацював. Водночас він висловив тривогу з приводу того, що Райден залишився живий. Шиннок каже, що це не має значення, оскільки ні Земне Царство, ні Зовнішній Світ не зможуть пережити прийдешнього вторгнення з Пекла.
Дещо пізніше Куан Чі, який не довіряє технологіям, трансформує Саб-Зіро з кіборга назад на людину, буквально розриваючи його на частини і збираючи назад, відновлюючи його плоть.
Через деякий час після загибелі Шао Кана, Шиннок і Куан Чі почали повномасштабний наступ на Земне Царство. Куан Чі особисто очолює атаку на Небесний Храм, де розташована Палата Джинсей, джерело життєвої сили Землі. Але їхнє вторгнення закінчується, коли Джонні Кейдж перемагає Шиннока, а Райден заточує занепалого бога в його ж амулет. Куан Чі втрачає свої сили і разом зі своїми ревенантами тікає в Пекло, і на деякий час зникає з поля зору.
У Пеклі Молох і Драмін приносять Куан Чі голову Хавіка, яка все ще кричить про Хаос, але її швидко затикає Куан Чі, який давить голову клірика хаосу чоботом, остаточно закінчивши його існування. Виявляється, все, що сталося, було планом Куан Чі, який у такий спосіб хотів добути амулет Шиннока і випустити занепалого бога на волю, і саме він дав Хавіку криваву магію Нітари, але Хавік довів себе ненадійним союзником. Некромант каже, що, з одного боку, він мав би подякувати їм за те, що вони принесли йому голову Хавіка, але з іншого боку вони теж показали себе ненадійними слугами. Кітана тут же обезголовлює Молоха, а Куан Чі забирає душу Драміна. Хоча цей план Куан Чі провалився і на деякий час некроманту і його союзникам доведеться залягти на дно, у них з'явився новий союзник - Ді'Вора, яка вирішує перейти на бік Куан Чі, після демонстрації сил Амулета.
Через кілька років Загін Особливого Призначення атакує лігво Куан Чі. Разом із загоном солдатів його атакують Джонні Кейдж, Соня Блейд. Щоб відбити їхню атаку, некромант закликає Скорпіона, Саб-Зіро і Джакса. Через Джакса Джонні Кейдж виявляється важко пораненим і Куан Чі майже створює його ревенанта, але втручається Райден, який затримує процес трансформації. Соня особисто перемагає Куан Чі в бою, що розриває його зв'язок із Джонні та дає змогу Райдену обернути прокляття. У результаті, не тільки Джонні виявляється врятований, але Куан Чі також втрачає контроль над Скорпіоном, Саб-Зіро і Джаксом, які перетворилися назад на людей.
Пізніше Загін Особливого Призначення дізнається, що один із соратників нового імператора Зовнішнього Світу, Ді'Вора, таємно працює на Шиннока і хоче принести його амулет Куан Чі, щоб той випустив занепалого на свободу. Загін направляє в Пекло своїх бійців, щоб захопити Куан Чі і, можливо, звільнити інших ревенантів від його впливу. Їм вдається відбити початкову атаку ревенантів. Джакс проникає у фортецю Куан Чі, перемагає кількох його ревенантів і захоплює Куан Чі.
Пізніше, коли некромант опиняється в руках Загону, на базу приходить Хандзо Хасаші разом зі своїм кланом Ширай Рю. Він вимагає віддати Куан Чі йому, щоб він міг вбити некроманта і помститися за вбивство своєї сім'ї та клану. Усі спроби членів Загону пояснити Хандзо, що Куан Чі їм ще потрібен, щоб звільнити інших воїнів від його прокляття, не увінчалися успіхом. Хандзо і його воїни захоплюють базу. Хандзо звільняє некроманта і бореться з ним. Він перемагає Куан Чі, але перш ніж він встигає завдати останнього удару, з'являється Ді'Вора, яка встигає передати амулет некромантові. За секунду до того, як меч Хандзо відрубує йому голову, Куан Чі встигає дочитати заклинання і випустити Шиннока на свободу.
Згідно з його кінцівкою в аркадному режимі, Куан Чі воскресли Старші Боги, які придушили волю Куан Чі і дали йому тільки одну команду: знищити Райдена.

## Висвітлення у медіа

### В кіно
- У серіалі "Смертельна Битва: Завоювання" роль Куан Чі виконав актор Адоні Маропіс[en].

- Хроніки з серіалу використані у фільмі "Смертельна битва: Федерація бойових мистецтв" (2000)